# 지미 리드
지미 리드(Jimmy Reed, 1925년 9월 6일 ~ 1976년 8월 29일)는 미국의 블루스 음악가이자 작곡가였다.